# Twelve Dreams of Dr. Sardonicus
Az 1970-es Twelve Dreams of Dr. Sardonicus a Spirit nagylemeze. A producer David Briggs korábban Neil Young-gal dolgozott, ő ajánlotta az együttesnek Briggst. Az eredeti lemez nem sokkal az együttes feloszlása előtt jelent meg.
Az album egy sci-fi témájú laza koncepcióalbum. A kulcsdal a második Nature's Way, a zenekar egyik legnagyobb slágere. A Mr. Skin is sláger lett az Egyesült Államokban három évvel a lemez megjelenése után. Azért is jelentős, mert ez az első rockalbum, amelynek rögzítéséhez Moog szintetizátort használtak.
1996-ban jelent meg újrakevert CD-kiadása bónuszdalokkal a Sony Records gondozásában.
Szerepel az 1001 lemez, amit hallanod kell, mielőtt meghalsz című könyvben.

## Az album dalai
|     | Cím                       | Szerző(k)              | Hossz |
| --- | ------------------------- | ---------------------- | ----- |
| 1.  | Prelude – Nothin' to Hide | Randy California       | 3:41  |
| 2.  | Nature's Way              | California             | 2:30  |
| 3.  | Animal Zoo                | Jay Ferguson           | 3:20  |
| 4.  | Love Has Found a Way      | California, John Locke | 2:42  |
| 5.  | Why Can't I Be Free?      | California             | 1:03  |
| 6.  | Mr. Skin                  | Ferguson               | 3:50  |
| 7.  | Space Child               | Locke                  | 3:26  |
| 8.  | When I Touch You          | Ferguson               | 5:35  |
| 9.  | Street Worm               | Ferguson               | 3:40  |
| 10. | Life Has Just Begun       | California             | 3:22  |
| 11. | Morning Will Come         | California             | 2:58  |
| 12. | Soldier                   | California             | 2:43  |

## Közreműködők
- Mark Andes – basszusgitár, ének
- Randy California – basszusgitár, gitár, ének
- Ed Cassidy – ütőhangszerek, dob
- Jay Ferguson – ütőhangszerek, billentyűk, ének
- John Locke – billentyűk

## Fordítás
Ez a szócikk részben vagy egészben a Twelve Dreams of Dr. Sardonicu című angol Wikipédia-szócikk ezen változatának fordításán alapul.  Az eredeti cikk szerkesztőit annak laptörténete sorolja fel. Ez a jelzés csupán a megfogalmazás eredetét és a szerzői jogokat jelzi, nem szolgál a cikkben szereplő információk forrásmegjelöléseként.